# Pastora Galván

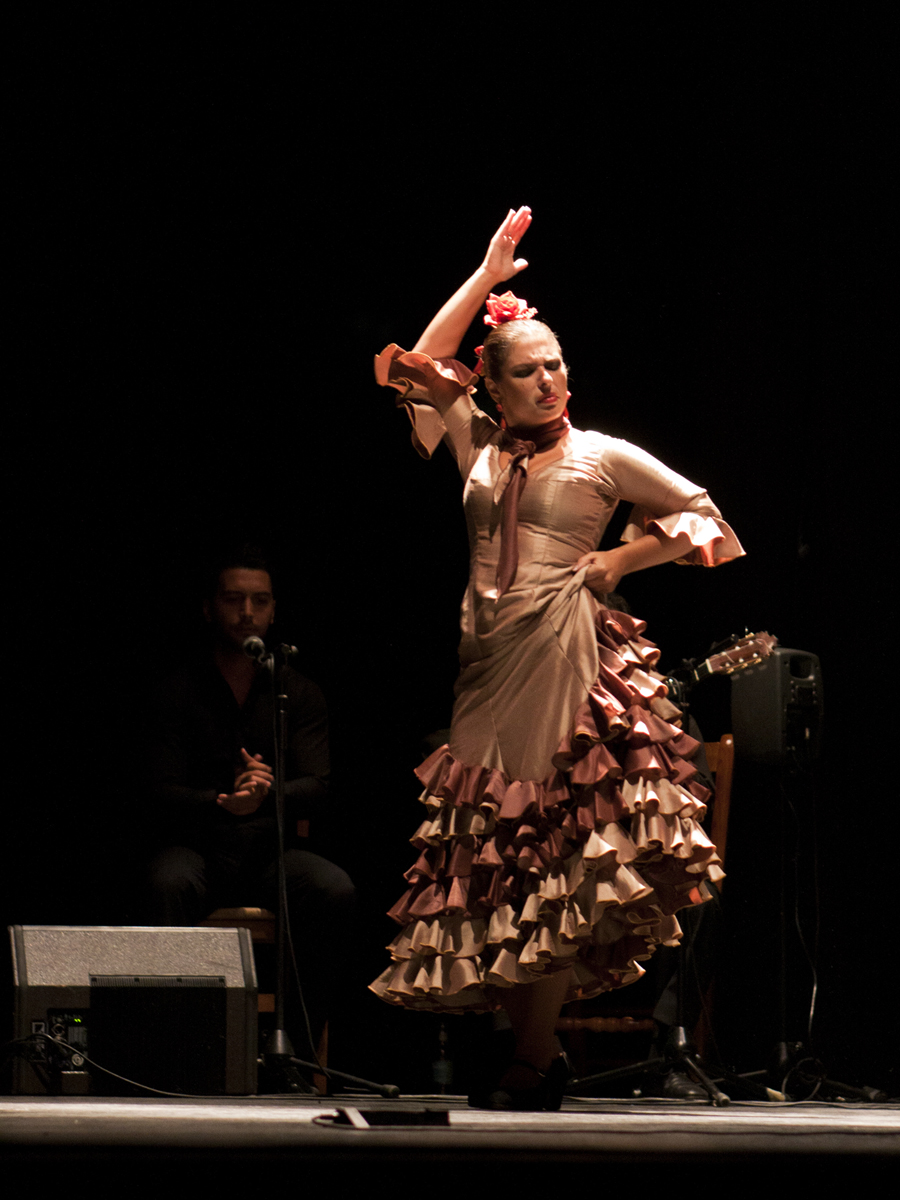
Pastora Galván 2010 in ihrer Show Pastora

Pastora Galván de los Reyes (* 16. Januar 1980 in Sevilla) ist eine spanische Flamenco-Tänzerin.

## Jugend und Ausbildung
Pastora Galván wuchs in einer Familie auf, für die der Flamenco Lebensinhalt und künstlerische Berufung bedeutet. Ihr Vater, José Galván, leitet seit 1977 eine Akademie für Flamenco-Tanz im Stadtviertel Barrio de San José Obrero in Sevilla. Ihre Mutter, Eugenia de los Reyes Bermúdez, ist ebenfalls Flamenco-Tänzerin. Von den Eltern lernte sie die Grundlagen. Etwas später kam der Einfluss ihres sechs Jahre älteren Bruders Israel Galván hinzu, den sie ihren eigenen Worten zufolge als Genie verehrt. Im Alter von 10 Jahren schrieb sie sich am Conservatorio de Música in Sevilla ein. Ihre Ausbildung schloss sie dort 1998 mit dem Diplom für spanischen Tanz ab.

## Frühe Karriere
Bereits während ihrer Studienzeit trat sie öffentlich auf. 1996 tanzte sie als Solotänzerin im Barceloner Tablao El Cordobés und im Sevillaner Tablao Los Gallos. Dann folgten Auftritte in großen Shows, die heutzutage als Marksteine in der Geschichte des Flamencos anerkannt sind: Zunächst 1998 in La Tirana von María Pagés. Sodann, 1998, 2000 und 2002 in den Choreografien ¡Mira!, Metamorfosis und Galvánicas von ihrem Bruder Israel. 2001 gewann sie den Premio Matilde Coral beim nationalen Flamenco-Wettbewerb in Córdoba. Es folgten Auftritte beim Festival von Montellano, im Teatro Central von Sevilla, im Teatro Alhambra in Granada, im Madrilener Tablao Las Carboneras sowie bei der Muestra Andaluza de Baile Flamenco in Granada.  Auslandsreisen führten sie nach Finnland, Frankreich, Japan, die USA, Kuba, Mexiko, Griechenland und die Niederlande. An der Stanford University sowie in Havanna, in Mexiko und in Griechenland gab sie Tanzkurse.
2004 wurden ihre Darbietungen immer anspruchsvoller. Mit Dos hermanos präsentierte sie gemeinsam mit ihrem Bruder betont klassischen Flamenco. Bei der Biennale 2004 tanzte sie im Zyklus +Jovenes+Flamenco. Unter der Regie von José Luis Ortiz Nuevo interpretierte sie im Sevillaner Teatro de la Maestranza die Habanera aus Georges Bizets Oper Carmen und beeindruckte das Publikum mit ihrer Tanzkunst und Bühnenpräsenz. Es folgten Auftritte auf den hoch geschätzten Festivals von Monterrey, Mont-de-Marsan, Miami und Jerez de la Frontera.

## La Francesa
2006 reihte sie sich endgültig in die Riege der erstklassigen Flamenco-Tänzerinnen ihrer Generation ein. Dieser Durchbruch gelang ihr mit der Show La Francesa bei der Biennale von Sevilla. José Luis Navarro García würdigte ihre Darbietung als „überreich an Vitalität, Fantasie, Imagination, Vielseitigkeit, Ironie und Grazie“. Die Choreografie hatte ihr Bruder Israel gestaltet. Pastora verkörperte darin fünf temperamentvolle Frauen, fünf Idealbilder der andalusischen Frau und deren Spiegelung in der romantischen französischen Literatur:
- Im ersten Auftritt die Militona von Théophile Gautier. In weißem Rock mit einem roten Gilet und einer leuchtend blauen Jacke trat sie zur klassischen Soleá auf die Bühne. Es folgten Los cuatro muleros, eine ironische Reminiszenz an ihren Auftritt in ¡Mira!, und dann zu den Klängen des Akkordeons ein Flamenco à la Française. Zu Ojos verdes von Rafael de León drehte sie sich in einer Sevillana von reinstem Stil. Es folgten ein Zorongo[5], ein israelischer Tanz, ein frei interpretierter Fandango, bevor sie mit einer weiteren Soleá zur Klassik zurückfand.[6]
- Der zweite Auftritt war zunächst einer Interpretation von Carmen gewidmet; einer sehr französischen, sportlichen, witzigen und frechen Carmen. Dazu trug sie eine Trikothose zu einer blauen Weste mit der Nummer 10 auf der Schulter, Socken und spitze Stiefel.[6] Aus dem Formenkanon des Flamenco heraus parodierte sie die Kick-Bewegungen eines Fußballspielers. Sie entfaltete ihren Tanz zu den Klängen von Bizets Habanera, der Marseillaise und zu La Paloma von Sebastián de Yradier. – Dann wechselte sie das Kostüm, zog ein rotes Kleid mit Schleppe an und tanzte eine Hommage an ihre große Vorgängerin Rosario[7][8]. Zu Maurice Ravels Boléro und Édith Piafs Je ne regrette rien stellte sie Rosario als außergewöhnliche, facettenreiche, phantasievolle und dominante Persönlichkeit dar; widmete ihr eine technisch äußerst anspruchsvolle Interpretation von Alegrías.[9]
- Im dritten Teil verkörperte sie die Conchita von Pierre Louÿs als Rumba-Tänzerin – in Jeans, weißer Weste und rotem Halstuch. Sie klebte sich einen Schnurrbart an und parodierte Cyrano de Bergerac in prahlerischer Geste als Fechter. Sie nahm den Schnurrbart wieder ab und tanzte eine Taranta a palo seco[10], um wenige Augenblicke später in konventionelle Formen zurückzufallen.[9]
- Das Finale bestritt sie mit einer Interpretation der Lola nach Antonio Machado. Eine Dolores, die zu den Versen von Yo poeta decadente[11] drehte, in parodierend-lasziver Pose ihren Rock hebend. Eine moderne Dolores, die das Publikum mit einem Charleston überraschte, zum Schluss zu heimatlichen Formen zurückfand und sich, eingehüllt in die französische Trikolore, vom Publikum verabschiedete.[9]

## Spätere Auftritte
Die mannigfachen weiteren Auftritte nach ihrem Triumph mit La Francesa belegen die enorme Vielseitigkeit dieser Tänzerin. Beispielhaft seien erwähnt:
- 2008 trat sie gemeinsam mit Carmen Linares, Miguel Poveda, Juan Carlos Romero beim Flamenco-Festival am New Yorker Times Square auf.[12]
- 2010 beeindruckte sie erneut Publikum und Kritik beim Festival von Sevilla mit einer innovativen Vorstellung. Die Choreografie für ihre Show Pastora stammte wieder von ihrem Bruder Israel.[13]
- Beim Gitarrenfestival von Córdoba 2012 gab sie gemeinsam mit Javier Latorre und Rafaela Carrasco Flamenco-Tanzkurse.[14]
- 2012 beim Festival del Cante de Las Minas in La Unión tanzte sie zur Klavierbegleitung von Dorantes – eine außergewöhnliche Konstellation im Flamenco, ein erneutes Wagnis der experimentierfreudigen Künstlerin. Antonio Parra, Kritiker bei El País, vermisste allerdings den Gesang.[15]
- Die Vorstellung Trilogía 2013 in Sevilla war den drei Elementen des Flamencos gewidmet: Tanz, Gesang und Gitarre. Sie selbst trat zum Tanz auf, tanzte zu Tarantos und Alegrías, begleitet von den Sängern El Londro und Miguel Ortega sowie dem Gitarristen Ramón Amador. El Pele bot den Sologesang und José Luis Montón musizierte solo mit der Gitarre.[16]
- Bei der Biennale 2014 in Sevilla beeindruckte sie erneut mit ihrem sehr persönlichen Stil, mit dem sie klassischen Flamenco mit anderen Stilrichtungen und eigenen Schöpfungen verbindet.[17][18] Zum Abschluss dieses Flamenco-Festivals initiierte sie einen Flamenco-Flashmob auf der Plaza Nueva. Mehr als 200 Passanten, unter ihnen Erwachsene und Kinder, Einheimische und Touristen, ließen sich hinreißen, gemeinsam mit ihr zu der Bulería Triana zu tanzen.[19]
- Das Festival von Jerez 2015 war dem Gedenken an Paco de Lucía gewidmet. Außer ihr waren ihr Bruder Israel, María Pagés, Rubén Olmo, Manuela Carrasco und viele andere renommierte Künstlerinnen und Künstler vertreten.[20]
- Im Frühjahr 2015 war sie gemeinsam mit Antonio Canales in baskischen Bilbao zu sehen. Ihre Show &dentidades war die Eröffnungsvorstellung beim Ciclo BBK de Flamenco. Ihr Thema war eine Hommage an große Tänzerinnen des Flamencos.[21]
- Auch 2016 stand sie bei der Biennale von Sevilla auf der Bühne. In Mirame zeigte sie eine Anthologie ihres Schaffens und ihrer künstlerischen Entwicklung in den zehn Jahren seit La Francesa.[22] Zudem trat sie unter der Regie von Juan Peña El lebrijano gemeinsam mit José Valencia in De Sevilla a Cádiz (1969-2016) auf.[23]
- Das Festival Flamenco von 2017 in Madrid war ganz dem ernsten Gesang, dem Cante jondo, gewidmet. Pastora Galván tanzte zum Martinete und zur Minera, zu Pregones und zu Malagueñas.[24]